# 拉姆西鎮區 (伊利諾伊州費耶特縣)
拉姆普鎮區（英語：Ramsey Township）是位於美國伊利諾伊州費耶特縣的一個行政鎮區。

## 地方資料
根據2010年美國人口普查的數據，拉姆普鎮區的面積為141.10平方千米，當中陸地面積為140.80平方千米，而水域面積為0.30平方千米。當地共有人口1808人，而人口密度為每平方千米12.81人。